# Зоряна астрономія

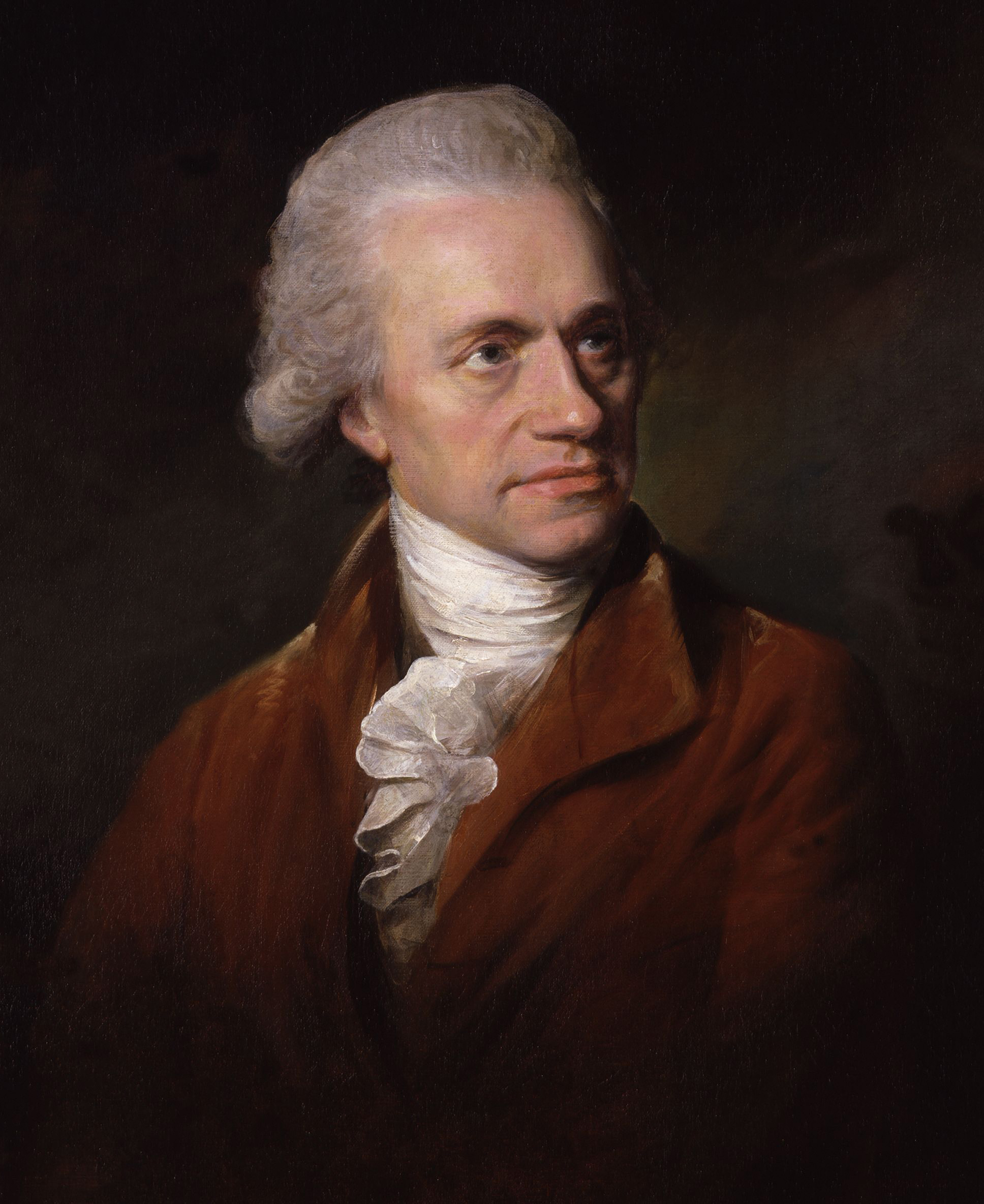
Вільям Гершель — один із засновників астрономії зір як науки

Зо́ряна астроно́мія — термін, яким в україномовній літературі традиційно називають розділ астрономії, що вивчає будову, походження й розвиток зоряної системи — Чумацького Шляху. В такому значенні зоряна астрономія зводиться до дослідження зір в галактичній астрономії (нехтуючи рештою компонентів Галактики) і включає зоряну кінематику, зоряну динаміку, астрометрію зір тощо.
З іншого боку, в англомовній літературі терміном «зоряна астрономія» (stellar astronomy) або частіше «зоряна астрофізика» (stellar astronomy) частіше позначають геть іншу галузь астрономії, яка вивчає внутрішню будову й еволюцію власне зір, а не складених з них систем.

## Виникнення розділу
Зоряна астрономія стала окремою наукою наприкінці XVIII ст. завдяки британському вченому-астроному Вільяму Гершелю, що виконував багато досліджень у галузі зоряної статистики.

## Мета зоряної астрономії

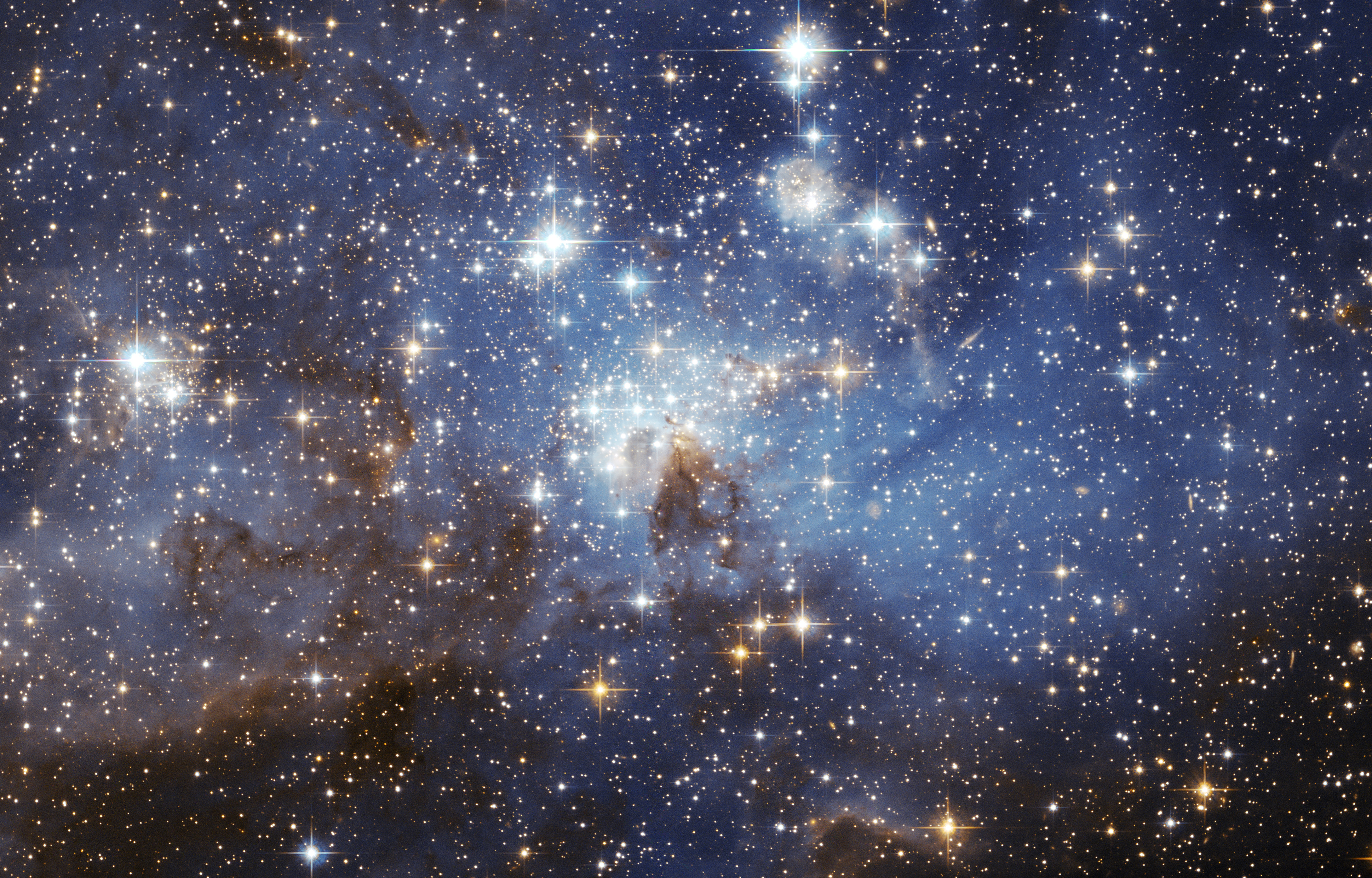
Область утворення зірок у Великій Магеллановій Хмарі. NASA/ESA

Зоряна астрономія має на меті вивчення зоряних систем, а саме — внутрішніх закономірностей, життєвого циклу, руху та їхньої еволюції. Одним з найголовніших завдань зоряної астрономії є спостереження за зоряними системами нашої галактики. На відміну від астрофізики, що вивчає окремі туманності й зорі, зоряна астрономія досліджує цілі групи об'єктів — подвійні й кратні системи, скупчення та асоціації.

## Розділи зоряної астрономії
Зоряна астрономія поділяється на три розділи — зоряну кінематику, зоряну динаміку і зоряну статистику. Взаємодіє з астрофізикою й астрометрією щодо параметрів і характеристик об'єктів, класифікації спектрів, геометричних розмірів, мас, температур, щільності, швидкості власного обертання й швидкості руху Галактикою.
У рамках астрономічної статистики зоряна астрономія застосовує інструменти математичної статистики.
Зоряна кінематика використовує у своєму апараті методи класичної кінематики, щоб визначити кінематичні параметри зір та їх скупчень і дізнатись про їх рух, як цілої системи, визначити закономірності такого руху.
Зоряна динаміка розглядає закономірності пересування об'єктів, що вивчаються, у силових полях і еволюційний розвиток систем у результаті цього руху.